# Зворник (субрегіон)
Зворник (серб. Субрегија Зворник) — субрегіон в рамках регіону Бієліна в Республіці Сербській, що входить до складу Боснії і Герцеговини.

## Географія
Субрегіон Зворник розташований на північному сході країни. Адміністративним центром регіону є місто Зворник.
Включає 7 громад (серб. општина):
- Зворник — м. Зворник
- Осмаці — с. Осмаці
- Шековичі — м. Шековичі
- Власениця — м. Власениця
- Мілічі — м. Мілічі
- Братунац — м. Братунац
- Сребрениця — м. Сребрениця